# Edward Orrick McDonnell
Edward Orrick McDonnell (Baltimora, 13 novembre 1891 – Bolivia, 6 gennaio 1960) è stato un ammiraglio statunitense. Sopravvissuto ad entrambe le guerre, fu insignito della prestigiosa Medal of Honor.

## Biografia
McDonnell nacque il 13 novembre 1891 a Baltimora, nel Maryland. Si laureò all'Accademia Navale degli Stati Uniti nel 1912. Ricevette la Medal of Honor per le sue azioni durante l'occupazione di Veracruz da parte degli Stati Uniti, nel 1914.
Inviato per l'istruzione aeronautica alla Wright Company a Dayton, Ohio, e per l'addestramento al volo alla Stazione Aeronavale di Pensacola, McDonnell fu designato aviatore navale nel marzo 1915. Quindi prestò servizio come istruttore di aviazione alla NAS Pensacola e alla NAS Huntington Bay presso Long Island. Il 14 agosto 1917, McDonnell decollò dalla NAS Huntington Bay su un idrovolante ed eseguì un lancio di prova di un siluro aereo. Il siluro colpì l'acqua con un angolo sbagliato e rimbalzò, quasi colpendo il suo aereo. Durante la prima guerra mondiale prestò servizio come aviatore in Francia e Italia dalla fine del 1917 al settembre 1918.
Il 10 marzo 1919, il tenente comandante McDonnell pilotò un Sopwith Camel di fabbricazione britannica da una torretta di mitragliatrice revisionata sulla USS Texas e divenne così il primo uomo a pilotare un aereo da una corazzata.
Nel gennaio 1920, McDonnell fu trasferito alle riserve attive. Lavorò come dirigente per diverse società di investimento di New York, diventando infine socio di Hornblower & Weeks. Come aviatore navale di riserva, McDonnell ebbe incarichi di servizio attivo presso la NAS Pensacola e a bordo della nave appoggio idrovolanti USS Wright.
Promosso comandante nel luglio 1940, McDonnell viaggiò come osservatore navale sul primo volo della Pan American Airways verso il Pacifico sud-occidentale. Nell'ottobre 1940, fu richiamato in servizio attivo. All'inizio del 1941, McDonnell servì come addetto aereo a Londra prima di essere trasferito all'ambasciata statunitense a Pechino. Nel luglio 1941, gli fu affidato il comando della Naval Air Station di New York e fu anche nominato Ufficiale di Aviazione Distrettuale per il Terzo Distretto Navale.
Dopo l'entrata degli Stati Uniti nella seconda guerra mondiale, McDonnell fu promosso capitano nel dicembre 1941 e poi contrammiraglio nel 1942. Nel giugno 1943, entrò a far parte dello staff presso il Centro di Addestramento Aeronavale di Corpus Christi, in Texas. Nel maggio 1944, il suo grado tornò a quello di capitano in modo che potesse comandare le portaerei di scorta USS Long Island da luglio a dicembre 1944 e USS Nehenta Bay da dicembre 1944 a settembre 1945.

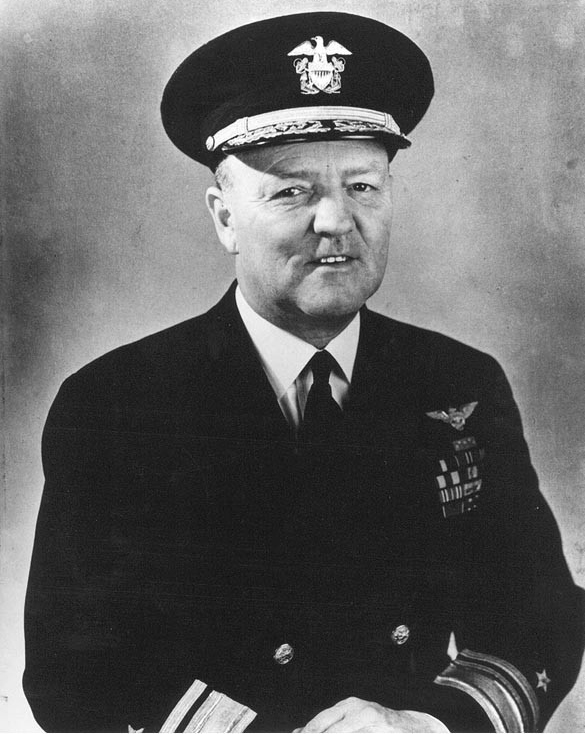
Il vice ammiraglio McDonnel nel 1948.

Congedato dal servizio attivo nel dicembre 1945, McDonnell divenne contrammiraglio nella riserva navale. Quando si congedò definitivamente nel dicembre 1951, fu promosso a viceammiraglio nella lista dei congedati della riserva. Nei suoi ultimi anni viveva a Mill Neck, Long Island. Dopo la pensione era divenuto un dirigente nei consigli di amministrazione della Pan Am e della Hertz Global Holdings.

Il viceammiraglio McDonnell morì nell'attentato del 1960 al volo National Airlines 2511 presso Bolivia, nella Carolina del Nord, mentre stava viaggiando da New York a Miami, Florida, dove aveva una casa per le vacanze a Hobe Sound. Fu sepolto nel Cimitero nazionale di Arlington.

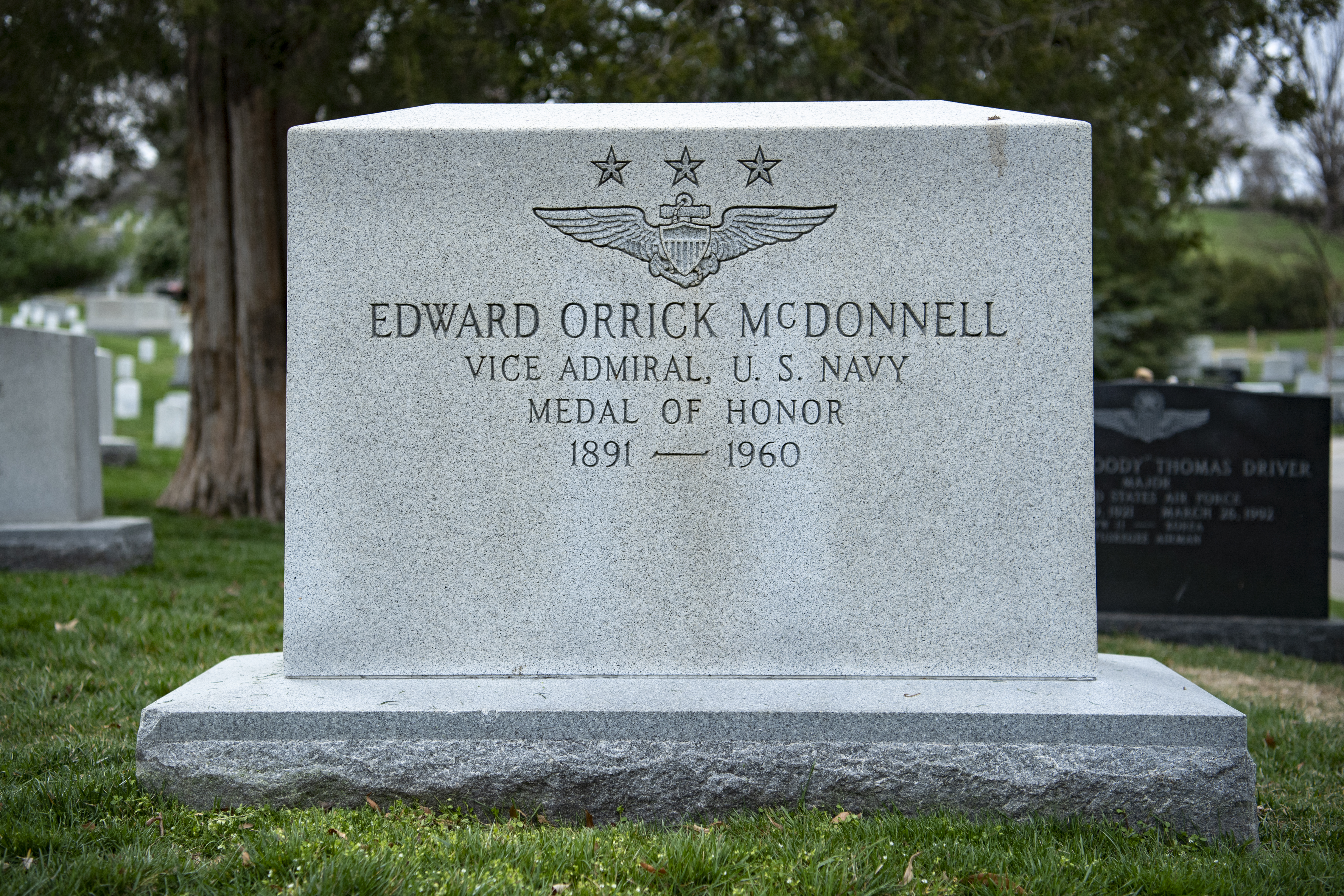
La tomba di McDonnel nel cimitero di Arlington.

## Onorificenze
In sua memoria è stata intitolata la fregata USS Edward McDonnell.